# Lexikální podobnost
V lingvistice je lexikální podobnost míra podobnosti slovní zásoby dvou daných jazyků. Lexikální podobnost hodnoty 1 (nebo 100 %) by znamenala úplné překrytí slovní zásoby, zatímco 0 znamená, že neexistují žádná společná slova.
Existují různé definice lexikální podobnosti, které dávají rozdílné výsledky. Například metoda Etnologue spočívá ve srovnání standardizovaných množin seznamů slov a počítání těch, které jsou si podobné jak formou, tak významem. Podle této metody je podobnost angličtiny s němčinou 60 % a s francouzštinou 27 %.
Lexikální podobnost může být použita k odhadnutí genetické příbuznosti mezi dvěma jazyky. Hodnoty vyšší než 85 % většinou znamenají, že porovnávané jazyky jsou příbuzné dialekty.
Lexikální podobnost je jenom jedním z indikátorů vzájemné srozumitelnosti dvou jazyků, protože ta záleží také na stupni fonetické, morfologické (tvarosloví) a syntaktické (větná skladba) podobnosti. Dlužno podotknout, že je to ovlivněno variacemi ve váze různých seznamů slov. Například lexikální podobnost francouzštiny s angličtinou je velmi vysoká co se lexikálních oblastí souvisejících s kulturou týče, zatímco jejich podobnost je menší co se týče základních (funkčních) slov. Na rozdíl od vzájemné srozumitelnosti je být lexikální podobnost výlučně symetrická.

## Indoevropské jazyky
Tabulka níže ukazuje hodnoty lexikální podobnosti pro dvojice vybraných románských, germánských a slovanských jazyků tak, jak byly publikovány Ethnologuem.
| Kód jazyka | Jazyk 1 ↓      | Koeficienty lexikální podobnosti | Koeficienty lexikální podobnosti | Koeficienty lexikální podobnosti | Koeficienty lexikální podobnosti | Koeficienty lexikální podobnosti | Koeficienty lexikální podobnosti | Koeficienty lexikální podobnosti | Koeficienty lexikální podobnosti | Koeficienty lexikální podobnosti | Koeficienty lexikální podobnosti | Koeficienty lexikální podobnosti |
| ---------- | -------------- | -------------------------------- | -------------------------------- | -------------------------------- | -------------------------------- | -------------------------------- | -------------------------------- | -------------------------------- | -------------------------------- | -------------------------------- | -------------------------------- | -------------------------------- |
|            |                | Katalánština                     | Angličtina                       | Francouzština                    | Němčina                          | Italština                        | Portugalština                    | Rumunština                       | Rétorománština                   | Ruština                          | Sardinština                      | Španělština                      |
| cat        | Katalánština   | 1                                | -                                | 0,85                             | -                                | 0,87                             | 0,85                             | 0,73                             | 0,76                             | -                                | 0,76                             | 0,85                             |
| eng        | Angličtina     | -                                | 1                                | 0,27                             | 0,60                             | -                                | -                                | -                                | -                                | 0,24                             | -                                | -                                |
| fra        | Francouzština  | 0,85                             | 0,27                             | 1                                | 0,29                             | 0,89                             | 0,75                             | 0,75                             | 0,78                             | -                                | 0,80                             | 0,75                             |
| deu        | Němčina        | -                                | 0,60                             | 0,29                             | 1                                | -                                | -                                | -                                | -                                | -                                | -                                | -                                |
| ita        | Italština      | 0,87                             | -                                | 0,89                             | -                                | 1                                | -                                | 0,77                             | 0,78                             | -                                | 0,85                             | 0,82                             |
| por        | Portugalština  | 0,85                             | -                                | 0,75                             | -                                | -                                | 1                                | 0,72                             | 0,74                             | -                                | -                                | 0,89                             |
| ron        | Rumunština     | 0,73                             | -                                | 0,75                             | -                                | 0,77                             | 0,72                             | 1                                | 0,72                             | -                                | 0,74                             | 0,71                             |
| roh        | Rétorománština | 0,76                             | -                                | 0,78                             | -                                | 0,78                             | 0,74                             | 0.72                             | 1                                | -                                | 0,74                             | 0,74                             |
| rus        | Ruština        | -                                | 0.24                             | -                                | -                                | -                                | -                                | -                                | -                                | 1                                | -                                | -                                |
| srd        | Sardinština    | 0,76                             | -                                | 0,80                             | -                                | 0,85                             | -                                | 0,74                             | 0,74                             | -                                | 1                                | 0,76                             |
| spa        | Španělština    | 0,85                             | -                                | 0,75                             | -                                | 0,82                             | 0,89                             | 0,71                             | 0,74                             | -                                | 0,76                             | 1                                |
|            |                | Katalánština                     | Angličtina                       | Francouzština                    | Němčina                          | Italština                        | Portugalština                    | Rumunština                       | Rétorománština                   | Ruština                          | Sardinština                      | Španělština                      |
| Jazyk 2 →  | Jazyk 2 →      | cat                              | eng                              | fra                              | deu                              | ita                              | por                              | ron                              | roh                              | rus                              | srd                              | spa                              |

Poznámky:
- Jazykové kódy jsou ze standardu ISO 639-3.
- Ethnologue neuvádí, pro kterou variantu sardinštiny byla lexikální podobnost vypočítána.
- „-“ značí že data nejsou dostupná.